# Permiso por paternidad

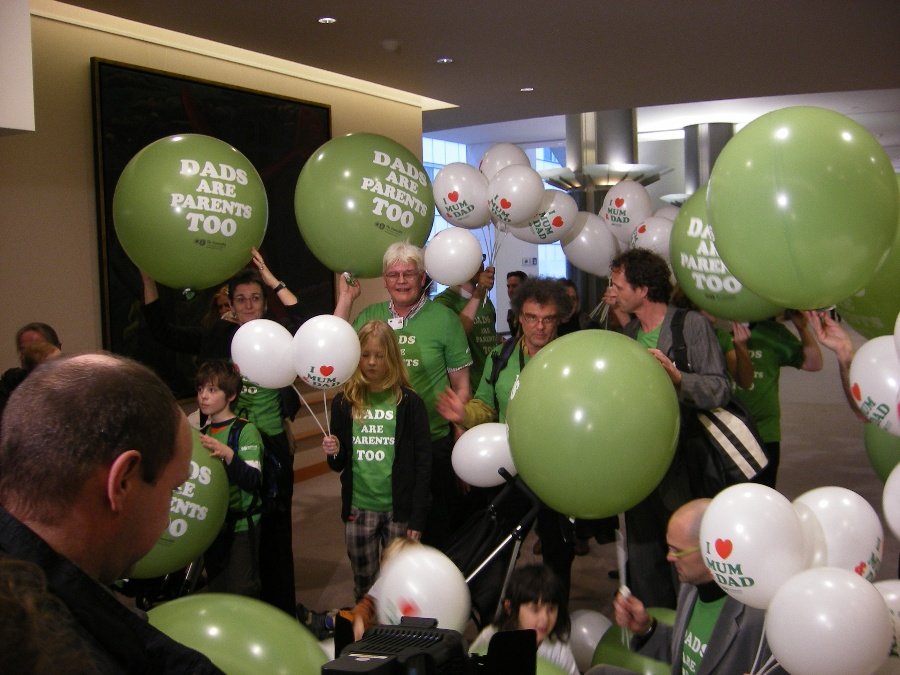
Celebración del permiso por paternidad en el Parlamento Europeo.

Permiso por paternidad es un beneficio laboral disponible en casi todas las naciones. El "permiso por paternidad" normalmente incluye Excedencia laboral por maternidad, paternidad y adopción. 
En algunas jurisdicciones la excedencia laboral familiar se extiende a las situaciones de familiares enfermos. A menudo, la elegibilidad de requisitos es establecido en la ley.